# Abílio Urgel Horta
Abílio Urgel Horta (Torre de Moncorvo, Felgar) e foi o presidente do Futebol Clube do Porto de 1928 a 1929 e de 1951 a 1954.

## Biografia
Durante o seu segundo mandato, foi inaugurado, em 1952, o Estádio das Antas, antigo estádio do clube durante 51 anos. No mesmo ano, deu-se a primeira vitória do clube no Campeonato Nacional de basquetebol.
Após deixar a presidência do clube, foi deputado na Assembleia Nacional.